# Colobomatus lichiae
Colobomatus lichiae is een eenoogkreeftjessoort uit de familie van de Philichthyidae. De wetenschappelijke naam van de soort is voor het eerst geldig gepubliceerd in 1880 door Richiardi.